# Piepersloh
Piepersloh ist ein Ortsteil in der Kreisstadt Lüdenscheid im westlichen Sauerland, Nordrhein-Westfalen. Er gehört zum statistischen Bezirk 10 (Bierbaum/Höh/Hellersen) und liegt im Südosten des Stadtgebietes von Lüdenscheid.

## Infrastruktur
Der Stadtteil ist vor allem durch viele freistehende Einfamilienhäuser geprägt.
Die nächste Grundschule ist die Gemeinschaftsgrundschule Bierbaum und die nächstgelegenen Kindergärten befinden sich in den Stadtteilen Bierbaum und Hellersen.
Am Piepersloh besteht das Feuerwehrhaus des Löschzug 5 (Homert) der Freiwilligen Feuerwehr Lüdenscheid. Der Löschzug Homert wurde 1881 durch eine Pflichtfeuerwehr gegründet. 1919 wurden die Aufgaben durch die Brandwehr übernommen. 1934 wurde der Löschzug Homert der Freiwilligen Feuerwehr des Amtes Lüdenscheid gegründet. Momentan hat der Löschzug 18 aktive Feuerwehrangehörige und 10 Kameraden in der Ehrenabteilung. Einmal jährlich veranstaltet der Löschzug Homert ein Picknick. Aus einem Bericht der Lüdenscheider Nachrichten vom 17. April 2013 wurde bekannt, dass demnächst die Flächen für den Löschzug Homert für 19.500 Euro erweitert werden sollen.
Am Rande des Piepersloh bestehen seit einigen Jahrzehnten zwei Restaurants. Im Stadtteil Piepersloh selbst besteht bereits seit dem Jahr 2000 ein großes Möbelhaus an der Bundesautobahn 45. Zuvor war das Möbelhaus in Hellersen angesiedelt gewesen. Das Möbelhaus hat sich im Jahr 2012 um einen 7000 m²-großen Erweiterungsbau vergrößert, der direkt an der A 45 liegt. Insgesamt wurden von dem Unternehmen 5,5 Millionen Euro in den Erweiterungsbau investiert. Dadurch konnte laut dem Unternehmen auch der Einzugsbereich des Möbelhauses deutlich vergrößert werden. Mit der Vergrößerung des Standorts wurden durch das Unternehmen auch 35 neue Mitarbeiter in der Filiale von Lüdenscheid eingestellt.
Weitere Einkaufsmöglichkeiten befinden sich an der Hauptverkehrskreuzung des Stadtteils Höh.

## Kommunalfriedhof Piepersloh
An der Werkshagener Straße befindet sich der „Kommunalfriedhof Piepersloh“ (auch teilweise als „Waldfriedhof Piepersloh“ benannt). Der „Waldfriedhof Piepersloh“ hat eine Gesamtfläche von circa 58.000 Quadratmetern. Er verfügt über rund 4000 Gräber und hat eine eigene Trauerhalle. Diese kann auf Wunsch für Trauerfeiern reserviert werden. Neben der traditionellen Erdgrabbestattung besteht seit dem Jahr 2006 auch die Möglichkeit einer Baumbestattung. Seit 2005 befindet sich in der direkten Nachbarschaft zum Friedhof ein privates Krematorium.
Laut einem Artikel aus den Lüdenscheider Nachrichten vom 1. März 2013 ist die alte Trauerhalle vom „Waldfriedhof Piepersloh“ durch einen Neubau ersetzt worden. Der angebaute Gebäudekomplex wurde zwar erhalten, aber wurde ebenfalls modernisiert und barrierefrei gestaltet. Der Beginn der Abbrucharbeiten der alten Trauerhalle war bereits für Anfang März 2013 geplant. Die neue Trauerhalle sollte voraussichtlich im Spätsommer 2013 eröffnet werden. Das Kostenvolumen für den Neubau und Umbau betrug insgesamt 370.000 Euro.
Am 3. April 2013 erschien ein weiterer Artikel in den Lüdenscheider Nachrichten, dass die 65 Quadratmeter umfassende alte Trauerhalle bereits abgetragen wurde. Auf der jetzt freiliegenden Fläche der alten Kapelle wurde, wenn es die Witterung zuließ, eine neue Bodenplatte verlegt, auf der die neue und um gut 40 Quadratmeter größere Trauerhalle entstanden ist. Außerdem gibt es nach der Fertigstellung statt der bisherigen 65, jetzt mehr als 80 Sitzplätze in der Trauerhalle. Die Stadt Lüdenscheid hat rund 370.000 Euro in die Erweiterung der Trauerhalle investiert. Das dadurch höhere und hellere Gebäude hat zudem auch eine bessere Dämmung als die bisherige Kapelle erhalten. Der Bereich, in dem die Sarg-Lagerstelle und die Toilettenanlage untergebracht waren, bleiben erhalten. Die Sanitäranlagen wurden aber renoviert und zudem barrierefrei gestaltet. Im Spätsommer des Jahres 2013 sollte die neue Trauerhalle fertig werden. Bis dahin haben die Trauerfeiern im Trauerraum des benachbarten Krematoriums stattgefunden.
In einem Bericht der Lüdenscheider Nachrichten vom 17. April 2013 wurde nochmals von der Stadt Lüdenscheid bestätigt, dass der Bau der neuen Trauerhalle nun 370.000 Euro kosten soll. Mit dem Neubau sei lt. der Stadtverwaltung von Lüdenscheid war bereits begonnen worden.
Am 19. Oktober 2013 erschien ein Bericht, dass die neue Trauerhalle fertiggestellt worden ist. Ab November 2013 sollen die Trauergäste die völlig neu gestaltete Halle nutzen können. Mehr als 100 Sitzplätze bietet der neue, großzügige Innenraum, der deutlich offener, weiter und heller wirkt als der in der abgerissenen alten Kapelle. Damit endet zum 31. Oktober 2013 nun auch die Übergangslösung mit den beiden Mietcontainern, die vorübergehend als Trauerort genutzt wurden. Bis auf die Bodenplatte ist alles neu an der Trauerhalle, die jetzt auch auf dem aktuellen energetischen Stand ist. Zudem ist sie rund 40 Quadratmeter größer und viel höher als die alte Kapelle, die nur etwa 60 Sitzplätze hatte und sehr dunkel wirkte. Große Fenster, eine attraktive Beleuchtung sowie helle Farben sollen eine freundliche Atmosphäre schaffen, in der die Trauergäste würdig Abschied nehmen können sollen. Bis November 2013 muss noch der barrierefreie Zugang zu den bereits fertiggestellten, behindertengerechten Toiletten angelegt werden. Sie befinden sich im alten Wirtschaftsgebäude neben dem Neubau. Außerdem soll die Umlage im Frühjahr 2014 noch attraktiver gestaltet werden. Die Gesamtkosten für den neuen Komplex inklusive sanitärer Anlagen und Umlage betragen rund 370.000 Euro.

## Sehenswert
Der Stadtteil Piepersloh ist von zahlreichen Wäldern und Wiesen umgeben.
Vom Rande des Stadtteils führen zahlreiche Wanderwege in den nahegelegenen Naturpark Sauerland-Rothaargebirge.
Ebenfalls erwähnenswert ist die südöstlich gelegene Versetalsperre. Auch hier gibt es ausgedehnte Fußwege um die Talsperre herum, beispielsweise von der Klamer Brücke aus.

## Verkehrsanbindung

### Bahnverkehr
Die nächstliegenden Bahnhöfe sind der Bahnhof Lüdenscheid und der Bahnhof Brügge (Westfalen). Beide sind per Auto oder Bus in wenigen Fahrminuten gut erreichbar.

### Busverkehr
Die Anbindung des Stadtteils an den Öffentlichen Personennahverkehr erfolgt durch die Buslinien 52, 54, 252 (Wanderbuslinie an Sonntagen), 254 (Schulbuslinie) und N7 (Nachtbuslinie) der Märkischen Verkehrsgesellschaft (MVG).
Wichtige Bushaltestellen des Stadtteils sind: „Waldfriedhof Piepersloh“, „Abzw. Waldfriedhof“ und „Steakhaus Piepersloh“.

### Straßenverkehr
Die Anbindung an das Bundesautobahnnetz erfolgt über die in Piepersloh gelegene Abfahrt Nr. 15 Lüdenscheid-Süd der A 45. Die A 45 selbst führt Richtung Norden nach Hagen und Dortmund sowie in Richtung Süden nach Siegen, Wetzlar, Gießen und Frankfurt am Main. Weitere Alternativanschlussstellen sind die Abfahrten Nr. 13 Lüdenscheid-Nord und Nr. 14 Lüdenscheid der A 45. Auch die Bundesstraße B 229 liegt in der Nähe vom Piepersloh und ist gut erreichbar. Parkplätze innerhalb vom Piepersloh sichern den Autofahrern Parkmöglichkeiten zu.